# Megan: Act II
Megan: Act II es la primera reedición del tercer álbum de estudio de la rapera estadounidense Megan Thee Stallion, Megan (2024). Fue lanzado a través de Hot Girl Productions y Warner Music Group el 25 de octubre de 2024. El álbum cuenta con apariciones especiales de Flo Milli, Twice, Spiritbox y RM de BTS, que aparece en la canción extra "Neva Play".

## Antecedentes
En octubre de 2023, Megan Thee Stallion abandonó oficialmente su sello 1501 Certified Entertainment, tres años después de entablar una demanda contra el sello por supuestamente no defender la integridad de su contrato discográfico ni renegociarlo. Ahora lanzando música bajo su sello autofinanciado Hot Girl Productions, adelantó su primer proyecto posterior a su partida a través de tres publicaciones en Instagram el 12 de octubre, que en conjunto fueron subtitulados "Comencemos". Cada publicación presentaba una imagen que, al combinarse, decía "Acto uno". Se reveló que el proyecto sería su tercer álbum de estudio Megan, lanzado el 28 de junio de 2024. Debutó en el puesto número tres en el Billboard 200 de EE.UU e incluyó la canción número uno en EE.UU "Hiss", el segundo sencillo del álbum.
Tras el lanzamiento del álbum, Megan Thee Stallion promocionó "Mamushi" (2024), con la participación del rapero japonés Yuki Chiba, como el sencillo final de Megan. Más tarde ese año, comenzó a adelantar una colaboración con un miembro del grupo de chicos surcoreano BTS, habiendo trabajado con ellos en un remix del sencillo del grupo de 2021 "Butter". La colaboración, "Neva Play", contó con la participación del rapero RM y se lanzó el 6 de septiembre. El mismo mes, publicó un video corto en Instagram que la mostraba transformándose en una mariposa y varias fotos que decían "Acto Dos". cuando se organiza como una cuadrícula. Megan Thee Stallion subtituló el video diciendo "Estén atentos". Megan Thee Stallion adelantó el proyecto, que entonces no tenía nombre, como un mixtape el 3 de octubre a través de su cuenta X, afirmando que sería el "mixtape más difícil de 2024". Más tarde anunció oficialmente la edición de lujo de Megan: Act II el 18 de octubre a través de su cuenta de Instagram, más tarde revelando la lista de canciones el 23 de octubre.

## Recepción de la crítica
Kyann-Sian Williams de NME le dio al álbum 5 de 5 estrellas, escribiendo que el segundo acto "confirma por qué ella [...], a pesar de toda la adversidad que la ha plagado en los últimos años, se mantiene firme en la cima del mundo del rap como la princesa del rap", elogiando las colaboraciones, que "mejoran en gran medida las que se ofrecieron en Megan". Matthew Ritchie de Pitchfork calificó el álbum con 7/10 y escribió en una reseña: "El álbum se siente espiritualmente alineado con sus cintas Tina Snow y Something for Thee Hotties: un reenfoque creativo marcado por raps divertidos y bien barnizados que llegan con una ligereza y libertad refrescantes".

## Lista de Canciones
| Megan: Act II disc 1 track listing |                              |                 |          |  |
| N.º                                | Título                       | Producer(s)     | Duración |  |
| 1.                                 | «Bigger in Texas»            | Bankroll Got It | 2:32     |  |
| 2.                                 | «Bourbon»                    | Bankroll Got It | 2:46     |  |
| 3.                                 | «Number One Rule»            | LilJuMadeDaBeat | 2:20     |  |
| 4.                                 | «Roc Steady» (con Flo Milli) | LilJuMadeDaBeat | 2:19     |  |
| 5.                                 | «Best Friend»                | Bankroll Got It | 2:22     |  |
| 6.                                 | «Right Now»                  | Tay Keith       | 2:52     |  |
| 7.                                 | «Mamushi» (remix; con Twice) | Koshy           | 2:35     |  |
| 8.                                 | «TYG» (con Spiritbox)        | Stringer        | 2:27     |  |
| 9.                                 | «Motion»                     | Drumma Boy      | 2:14     |  |
| 10.                                | «Fell in Love»               | Bankroll Got It | 2:27     |  |
| 11.                                | «He Think I Love Him»        | Bankroll Got It | 1:35     |  |
| 12.                                | «Like a Freak»               | Bankroll Got It | 1:16     |  |
| 13.                                | «Neva Play» (con RM de BTS)  | B HAM           | 2:37     |  |
| 30:00                              |                              |                 |          |  |

## Personal
- Megan Thee Stallion – voz principal, compositora (todas las pistas)
- Flo Milli – voz destacada (pista 4)
- Twice – voz destacada (pista 7)
- Spiritbox – voz destacada (pista 8)
- RM – voz destacada (pista 13)
- Dan Braunstein – batería (pista 8)
- Mike Stringer – guitarra, bajo, batería (pista 8)